# Octaviania
Octaviania Vittad. (podziemka) – rodzaj grzybów z rodziny borowikowatych (Boletaceae). W Polsce występują dwa gatunki: Octaviania asterosperma i Octaviania neuhoffii.

## Systematyka i nazewnictwo
Pozycja w klasyfikacji według Index Fungorum: Boletaceae, Boletales, Agaricomycetidae, Agaricomycetes, Agaricomycotina, Basidiomycota, Fungi.
Polską nazwę nadał Władysław Wojewoda w 2003 r.
Niektóre gatunki:
- Octaviania aculeatospora (Soehner) Svrček 195
- Octaviania archeri Berk. 1859
- Octaviania asahimontana Orihara 2011
- Octaviania asterosperma Vittad. 1831 – podziemka gwiaździstozarodnikowa
- Octaviania aurea Vittad. 1831
- Octaviania borneensis Petri 1900
- Octaviania brisbanensis (Berk. & Broome) G. Cunn. 1935
- Octaviania celatifilia Orihara 2011
- Octaviania cerea (Soehner) Svrček 1958
- Octaviania ciqroensis Guzmán 1982
- Octaviania cyanescens Trappe & Castellano 2000
- Octaviania decimae Orihara 2011
- Octaviania durianelloides Orihara 2011
- Octaviania durianelloides Orihara 2011
- Octaviania foetens Speg. 1917
- Octaviania galatheia (Quél.) De Toni 1888
- Octaviania glabra (Rodway) G. Cunn. 1935
- Octaviania hesperi Orihara 2011
- Octaviania hinsbyi (Rodway) G. Cunn. 1938
- Octaviania ivoryana Castellano, Verbeken & Thoen 2000
- Octaviania lutea R. Hesse 1891[3] – podziemka żółtawa
- Octaviania mutabilis E. Bommer & M. Rousseau 1884[3] – podziemka zmienna
- Octaviania neuhoffii (Soehner) Svrček 1958 – tzw. piestróweczka biaława

Nazwy naukowe na podstawie Index Fungorum. Nazwy polskie według W. Wojewody i rekomendacji Komisji ds. Polskiego Nazewnictwa Grzybów przy Polskim Towarzystwie Mykologicznym.